# Колле-Умберто
Колле-Умберто (італ. Colle Umberto, вен. Cołe Unberto) — муніципалітет в Італії, у регіоні Венето, провінція Тревізо.
Колле-Умберто розташоване на відстані близько 460 км на північ від Рима, 60 км на північ від Венеції, 33 км на північ від Тревізо.
Населення — 5190 осіб (2014).

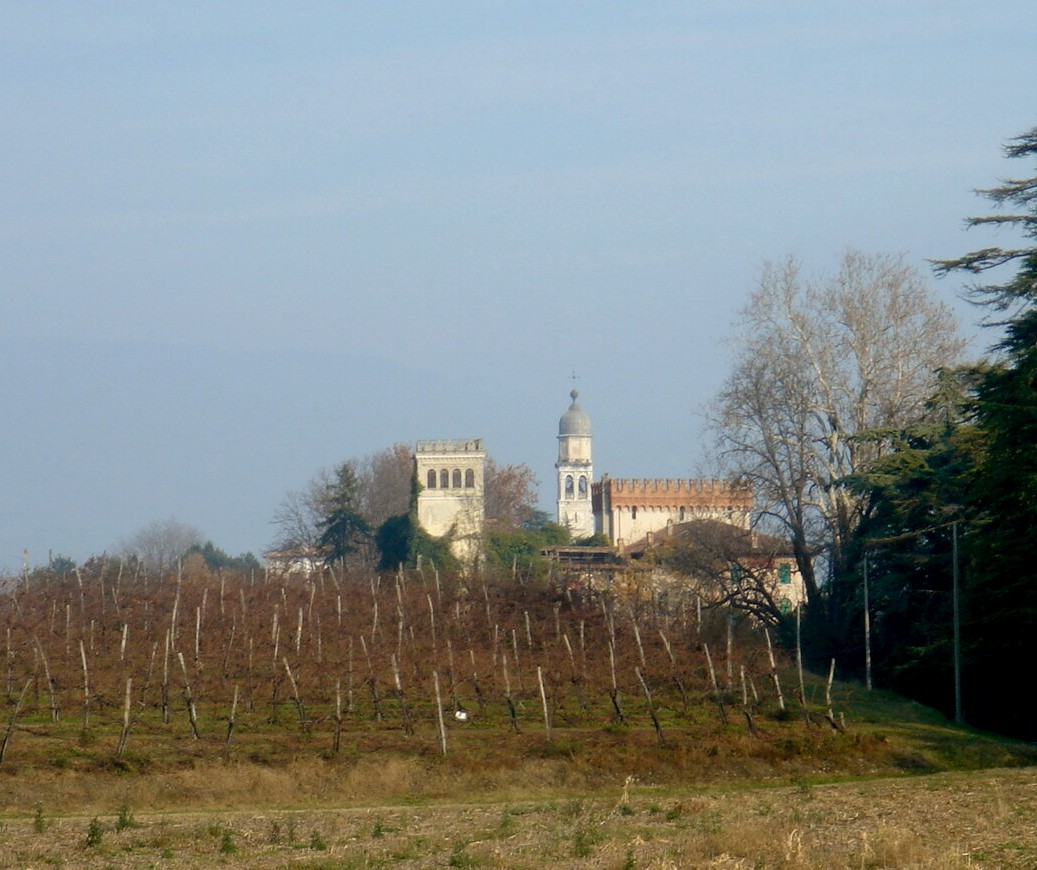

Щорічний фестиваль відбувається 3 липня. Покровитель — San Tommaso.

## Демографія
Населення за роками:

Станом на 1 січня 2023 року в муніципалітеті офіційно проживало 319 іноземців з 36 країн, серед них 85 громадян країн Євросоюзу та 31 громадянин України.

## Сусідні муніципалітети
- Каппелла-Маджоре
- Конельяно
- Кордіньяно
- Годега-ді-Сант'Урбано
- Сан-Фйор
- Вітторіо-Венето